# Прамунир
Прамунир (от лат. praemonere — «предупреждение») — название нескольких средневековых английских законов, запрещавших распространение папской и любой другой иностранной юрисдикции на территорию Англии, а также притязания этих юрисдикций на оспаривание верховенства монарха относительно принятия им решений.
Первый соответствующий статут был принят в 1353 году и формально касался только запрета вмешательства иностранных судов в юрисдикцию английского короля, то есть напрямую не упоминал папу римского. Однако следующий подобный статут, принятый в 1363 году, был направлен уже непосредственно против Рима, а третьим статутом, принятым в 1393 году, утверждалось применение наказания к любому, кто будет так или иначе препятствовать исполнению решений короля, ссылаясь на папскую буллу, либо обращаться в иностранные суды с целью оспорить решения британского монарха. В частности, наказаниям подвергались те, кто выступал против права короля назначать епископов, а в период правления Эдуарда IV (1461—83) церковным судам на основании данных статутов было фактически запрещено вмешиваться в светские дела. Во многих актах того времени, регламентирующих положение лиц духовного звания, существовал отдельный пункт, предписывавший им безусловно повиноваться любым решениям монарха.